# Valter Birsa
Valter Birsa (ur. 7 sierpnia 1986 w Šempeterze pri Gorici) – piłkarz słoweński grający na pozycji napastnika. Nosi przydomek „Biky”.

## Kariera klubowa
Birsa pochodzi z małej miejscowości koło Novej Goricy. Piłkę zaczął kopać w wieku 5 lat w klubie NK Bilje z sąsiedniej wioski. Pokazał wówczas swój talent i był bliski przejścia do NK Primorje, jednak ostatecznie trafił do pobliskiej Novej Goricy, do tamtejszego klubu ND Gorica. W klubie tym zadebiutował w sezonie 2004/2005, a w 8. kolejce, 22 września w wygranym 2:0 meczu z NK Bežigrad Lublana zdobył swoją pierwszą bramkę w pierwszej lidze Słowenii. Wskoczył do pierwszej jedenastki i łącznie w lidze uzyskał 7 goli w 26 meczach, a z ND Gorica wywalczył mistrzostwo Słowenii. W sezonie 2005/2006 powtórzył ten sukces, stając się jednocześnie z 19 golami drugim strzelcem ligi po koledze z zespołu, Miranie Burgiciu.
Latem 2006 Birsa za około milion euro trafił do francuskiego FC Sochaux. W Ligue 1 zadebiutował w 1. kolejce ligowej, 5 sierpnia w wygranym 2:1 wyjazdowym meczu z AS Saint-Etienne. Już tydzień później uzyskał swojego pierwszego gola w barwach Sochaux, w 52. minucie meczu z AJ Auxerre ustalił wynik spotkania na 1:1. O miejsce w podstawowej jedenastce „Les Lionceaux” rywalizuje z Moumounim Dagano, Anthonym Le Tallekiem i Álvaro Santosem. Pod koniec 2006 roku Birsa został wybrany Piłkarzem Roku w Słowenii w plebiscytach ston internetowych sportnamreza.com i nogomania.com.
W styczniu 2009 wypożyczono go do AJ Auxerre, następnie postanowiono odkupić Valtera na stałe. W 2011 roku odszedł z Auxerre do włoskiej Genoi.
| Sezon   | Klub                   | Kraj     | Rozgrywki                  | Mecze | Bramki |
| ------- | ---------------------- | -------- | -------------------------- | ----- | ------ |
| 2004/05 | ND Gorica              | Słowenia | PrvaLiga Telekom Slovenije | 26    | 7      |
| 2005/06 | ND Gorica              | Słowenia | PrvaLiga Telekom Slovenije | 35    | 19     |
| 2006/07 | FC Sochaux-Montbéliard | Francja  | Ligue 1                    | 31    | 3      |
| 2007/08 | FC Sochaux-Montbéliard | Francja  | Ligue 1                    | 22    | 3      |
| 2008/09 | FC Sochaux-Montbéliard | Francja  | Ligue 1                    | 13    | 2      |
| 2008/09 | AJ Auxerre             | Francja  | Ligue 1                    | 15    | 1      |
| 2009/10 | AJ Auxerre             | Francja  | Ligue 1                    | 35    | 3      |
| 2010/11 | AJ Auxerre             | Francja  | Ligue 1                    | 33    | 5      |
| 2011/12 | Genoa CFC              | Włochy   | Serie A                    | 9     | 0      |
| 2013/13 | Torino FC              | Włochy   | Serie A                    | 17    | 2      |

## Kariera reprezentacyjna
W reprezentacji Słowenii Valter Birsa zadebiutował 28 lutego 2006 w przegranym 0:1 towarzyskim meczu z Cyprem. Od tego czasu stał się podstawowym napastnikiem reprezentacji i wystąpił także w meczach eliminacyjnych do Euro 2008. Pierwszego gola dla reprezentacji strzelił w meczu z Polską, wygranym przez Słoweńców 3-0. Wraz z reprezentacją zagrał na Mundialu w RPA. Rozegrał tam 2 mecze i strzelił 1 gola.